# أرشيف أخبار جوجل
يعد أرشيف أخبار جوجل امتدادًا لأخبار جوجل يوفر وصولاً مجانيًا إلى أرشيفات الصحف الممسوحة ضوئيًا وروابط لأرشيفات الصحف الأخرى على الويب، سواء المجانية أو المدفوعة.
يعود تاريخ بعض أرشيفات الأخبار إلى القرن الثامن عشر. هناك عرض للجدول الزمني متاح، لتحديد الأخبار من سنوات مختلفة.

## التاريخ
تم نشر الأرشيف في 6 حزيران (يونيو) 2006.
بينما قدمت الخدمة في البداية فهرسًا بسيطًا لصفحات الويب الأخرى، في 8 سبتمبر 2008، بدأت أخبار جوجل في تقديم محتوى مفهرس من الصحف الممسوحة ضوئيًا. يختلف عمق التغطية الزمنية. منذ عام 2008، أصبح المحتوى الكامل لصحيفة نيويورك تايمز منذ تأسيسها عام 1851 متاحًا.
في عام 2011، أعلنت جوجل أنها لم تعد تضيف محتوى إلى مشروع الأرشيف. في 14 أغسطس 2011، وبدون سابق إنذار، جعلت جوجل الصفحة الرئيسية لأرشيفات الأخبار غير متاحة. على ما يبدو اندمجت الخدمة مع أخبار جوجل. توقع كارلي كارليوي، المحرر في صحيفة بوسطن فونيكس، أن جوجل أوقفت المشروع لأنها وجدت أنه أصعب من المتوقع، لأن الصحف كانت أكثر صعوبة في الفهرسة من الكتب بسبب تعقيدات التخطيط. قد يكون السبب الآخر هو أن المشروع اجتذب جمهورًا أقل مما كان متوقعًا.
بينما لا تزال الصحف المؤرشفة متاحة للتصفح، فإن البحث عن الكلمات الرئيسية لا يعمل بشكل كامل. في 16 كانون الأول (ديسمبر) 2013، كتب موظف أخبار جوجل، ستاسي تشان، في منتديات منتجات جوجل أن أخبار جوجل «تقوم بإجراء تحسينات مطلوبة بشدة على وظيفة البحث في أرشيف الأخبار لديها»، وأن الوصول إلى الأرشيف سيكون محدودًا لعدة أشهر أثناء «هذا النظام الجديد» الذي يجري بناؤه. تم التأكيد على ذلك في 22 مايو و30 يوليو 2014، عندما كتب تشان أن جوجل لا تزال «تعمل على الأرشيف لتوفير تجربة مستخدم أفضل»، و«إنها قيد التنفيذ»، ومرة أخرى في 18 ديسمبر 2014، عندما كتب تشان أن جوجل «تعمل حاليًا على إنشاء تجربة أفضل في أرشيفات الصحف التي يجب أن تكون متاحة في المستقبل القريب.»
تمت إزالة بعض الأوراق التي كانت موجودة سابقًا في أرشيف الأخبار بسبب قضايا حقوق النشر.

## روابط خارجية
- الموقع الرسمي